# Rex Chandler
Rex Chandler, bürgerlich Paul Dennis Fow, (* 14. August 1966 in Mount Clemens, Michigan) ist ein US-amerikanischer Pornodarsteller.

## Leben
Während seiner Schulzeit wurde Fow zum Sieger des Schönheitswettbewerbs Mr Michigan gekürt. Er schloss 1984 die High School ab und besuchte ab 1985 das College. Ende der 1980er Jahre ging er nach Los Angeles, mit dem Ziel, Karriere in der Unterhaltungsindustrie zu machen. Er arbeitete zunächst als Model für Erotikmagazine. Auf Anraten seines Agenten begann er in der US-amerikanischen Pornoindustrie als Darsteller tätig zu werden. Unter dem Namen Rex Chandler war er Ende der 1980er Jahre und in den frühen 1990er Jahren in verschiedenen Pornofilmen sowohl mit heterosexuellen als auch homosexuellen Handlungen zu sehen. Als Darsteller mit heterosexueller Orientierung übernahm er in homosexuellen Pornofilmen Solo-Szenen; außerdem ließ er es sich vertraglich zusichern, beim Geschlechtsverkehr mit anderen Männern ausschließlich die „aktive Rolle“ zu übernehmen. Chandler war „gay for pay“: ein Pornodarsteller, der Sex mit Männern ausschließlich dann praktizierte, wenn er dafür bezahlt wurde. Er äußerte sich dazu wie folgt: 

“I can watch guys blowing each other and it doesn’t phase me, but I have a hard time watching men kiss. I know that’s weird, but I have to turn my head.”

„Ich kann dabei zusehen, wie sich Kerle gegenseitig einen blasen, und es ist mir wumpe, aber ich habe Schwierigkeiten, Männern beim Küssen zuzusehen. Ich weiß, das ist sonderbar, aber ich muss wegsehen.“

Die Angaben in der Internet Movie Database, die den Beginn von Chandlers Mitwirkung in homosexuellen Pornofilmen auf das Jahr 1985 festlegen, sind mit großer Wahrscheinlichkeit nicht zutreffend. Als Chandlers homosexuelles Filmdebüt gilt der Pornofilm Cocktales (1989) unter der Regie von Marc Fredrics (Fredric Marc Schaffel). Chandler spielt darin einen attraktiven Barkeeper, der an seinem ersten Arbeitstag in zahlreiche sexuelle Handlungen verwickelt wird. Das Video-Cover zeigt Chandler, der als neuer Pornostar vermarktet werden sollte; der Titel des Films ist eine Anspielung auf den Film Cocktail mit Tom Cruise. Chandlers nächster Film wurde für das Studio Aussie Man produziert und hieß View To A Thrill (1989), wieder unter der Regie von Marc Fredrics; er spielt mit dem Sujet der James-Bond-Filme und präsentierte erneut Chandler auf dem Cover. Chandler spielt darin einen Geheimagenten; für diese Rolle wurde er als Best Newcomer nominiert. Anschließend drehte er mehrere Filme für das Studio Falcon Entertainment: Deep In Hot Water (1989), Manrammer (1989) und Made For You (1989). In Deep In Hot Water agiert er als „Top“ und ist in Duo-Szenen mit Cal Jensen und Bob Phillips zu sehen. In Manrammer und Made For You hat er mehrere Szenen mit Oralsex.
Chandlers homosexuelle Filme wurden in den Jahren 1989–1991 gedreht; veröffentlicht wurden weitere Filme mit zum Teil früher gedrehten Szenen jedoch noch bis 1995/1996. Für seinen 1996 veröffentlichten Pornofilm Rex: One-on-One erhielt er den AVN Award in der Kategorie Best Gay Solo Video. 2009 veröffentlichte Falcon Entertainment in der Falcon Anthology Series eine Zusammenstellung mit Best-of-Szenen Chandlers unter dem Titel Best of Rex Chandler vs Steve Hammond. Auch in der Anthologie Director’s Picks: Steven Scarborough (2009) sind Szenen mit Chandler enthalten.
Hochglanzfotos von Rex Chandler wurden unter anderem im 1999 erschienenen Bildband Legends. Men of Falcon im Verlag Bruno Gmünder veröffentlicht. In dem im selben Verlag erschienenen Coffee Table Book Ultimate Falcon: Falcon Studios, einer Produktionsgeschichte der Falcon Studios von 1972 bis 2009, finden sich Szenen- und Standfotos mit Rex Chandler aus den Filmen Manrammer und Made For You.
Nach seinem Ausstieg aus der Pornobranche arbeitete Chandler als Fotograf und als Schauspieler in einigen nicht-pornografischen Filmen. Sein eigenes Leinwand-Image als Porno-Star Rex Chandler erweckte er 1995 in der amerikanischen Filmbiografie Man of the Year noch einmal zum Leben; in der Geschichte des Playgirl-Models Dirk Shafer, Playgirl’s Man of the Year 1992, der trotz seiner Homosexualität als heterosexuelles Model für die weiblichen Leserinnen des Magazins aufgebaut worden war und der sich dann als schwul geoutet hatte, spielte Chandler sich selbst als Pornostar Rex Chandler. Außerdem wirkte Chandler in einer kleinen Rolle im Independentfilm The Doom Generation des Regisseurs Gregg Araki mit. 1996 trat er in New York City auch in einer Bühnenproduktionen des Theaterstücks Making Porn des Schriftstellers und Regisseurs Ronnie Larsen auf.
Chandler verpflichtete sich dann unter seinem bürgerlichen Namen Paul Fow bei der US Army und diente als Sergeant im Irak. Er absolvierte auch einen Lehrgang im Bereich der Strafrechtspflege (Criminal Justice).
Chandler ist verheiratet.

## Filmografie (Auswahl)
- 1989: Cocktales
- 1989: A View to a Thrill
- 1989: Heat in the Night
- 1989: Made for You
- 1989: Manrammer
- 1992: Rage and Honor
- 1995: Blonde Heaven
- 1995: Man of the Year (als Paul D. Fow)
- 1995: The Doom Generation (als Paul Fow)

## Preise und Auszeichnungen
- 1996: AVN Award